# Geissler (månekrater)
Geissler er et lille nedslagskrater på Månen. Det befinder sig på Månens forside og er opkaldt efter den tyske fysiker Heinrich Geissler (1814 – 1879).
Navnet blev officielt tildelt af den Internationale Astronomiske Union (IAU) i 1976. 
Før det blev omdøbt af IAU, hed dette krater "Gilbert D".

## Omgivelser
Geisslerkrateret ligger i den nordlige kraterbund i det meget større Gilbertbassin, nær Månens østlige rand. Lige nordøst for dette krater og forbundet med Gilberts ydre rand ligger kraterparret Weierstrass-Van Vleck.

## Karakteristika
Geisslers rand er næsten cirkulær, men med en mindre udadgående bule mod nordvest. Randen har skarp kant og er ikke særlig eroderet. De indre kratervægge er enkle skråninger, som falder gradvist ned til den lille kraterbund, hvis diameter er omkring en tredjedel af kraterets.

## Måneatlas
- USGS-kort